# Акустична пара
Акусти́чна па́ра — в мовознавстві пара приголосних, що складається зі спорідненого дзвінкого та глухого звуку.

## Українська мова
Глухий звук ф [f] не має пари. Дзвінкі приголосні в кінці слова та в кінці складу вимовляються дзвінко. Усі сонорні приголосні звуки належать до дзвінких і не мають парних глухих.